# Extrême centre
 (août 2019).
Si vous disposez d'ouvrages ou d'articles de référence ou si vous connaissez des sites web de qualité traitant du thème abordé ici, merci de compléter l'article en donnant les références utiles à sa vérifiabilité et en les liant à la section « Notes et références ».
« Extrême centre » est employé pour classer des individus, des groupes, des mouvements, des organisations et des partis politiques se réclamant du centre du spectre politique par conviction ou par opportunisme et dont le côté extrême renvoie à une « intolérance à tout ce qui ne cadre pas avec un juste milieu arbitrairement proclamé ». Ce concept est apparu en Occident à la fin du XXe siècle.
Originellement, ce concept socio-politique fut forgé et défini par l'historien des idées politiques Alain-Gérard Slama en 1980 dans son livre les Chasseurs d'absolu, puis repris par l'historien Pierre Serna en 2005 pour caractériser le mode de gouvernement en France du Consulat à la Restauration, particulièrement entre 1814 et 1820,,.
Le terme a été ensuite repris par le politologue anglais Tariq Ali en 2015 et puis par le Québécois Alain Deneault en 2016, dans une référence plus explicite à Pierre Serna. Deneault décrit les extrêmes centristes comme des « spécialistes de la politique caractérisés par la pondération, l’équilibre et la justesse dans la gestion des affaires publiques, mais qui, pour s’y tenir, n’en finissent plus de se dédire «dans la répétition de volte-face sans scrupules que les vicissitudes ont rendues possibles» ».
Dans une analyse plus récente, L’Extrême Centre ou le poison français : 1789-2019, Pierre Serna reprend et développe ce concept politique pour en mettre en évidence les racines dans les réactions aux troubles civils des guerres de religion, de la Fronde ou aux déconsidérations monarchiques dues à la guerre de Sept Ans ; il en montre ensuite les parallèles qui peuvent s'établir, en France, entre la période d'émergence d'un tel mode de gouvernement — du Gouvernement révolutionnaire au Directoire, puis à l'Empire et à la Restauration — et son apogée depuis les élections législatives de 2017.
Pour Le Point, l'utilisation de cette notion en science politique est sujet à polémique.

## Synthèse
En contraste avec les usages moins développés et à tendance plus polémiques que font de la formule, chacun à sa manière, Tariq Ali et Alain Deneault, Pierre Serna compare, en historien, diverses périodes de l'histoire française où se manifeste selon lui l'apparition de l'extrême centre, pour en faire émerger les traits caractéristiques.
Ce régime d'extrême centre se développe en vue de sortir d'une crise politique et sociale. Il avance globalement une politique modérantiste dans les déclarations mais orientée dans les faits par des principes de libéralisme économique, et surtout conduite par un exécutif à tendance autoritaire. Il se définit en trois points selon Pierre Serna: le « girouettisme », la modération rationnelle du juste milieu, le républicanisme a-démocratique. Il cherche à discréditer l'autre conception plus conflictuelle de la démocratie, issue de la Révolution française, dans laquelle le gouvernement repose sur l'existence d'une balance entre une droite et une gauche au sein d'un cadre parlementaire. Il s'agit d'opposer à l'alternative droite-gauche une rationalité technocratique et dépolitisée qui rassemble les acteurs les plus proches entre eux dans ces oppositions pour en rejeter aux extrêmes, donc réduire à l'impuissance, les acteurs les plus radicaux. Les acteurs élitaires de ce rassemblement centriste sont issus principalement des institutions d'État dont ils bénéficient et des catégories socio-professionnelles supérieures qui les entourent, institutions qu'ils font tourner à l'avantage des possédants du moment.[réf. nécessaire]
Le concept, par le choix du terme « extrême », est ainsi inscrit dans une représentation tripolaire qui remplace la bipolarité classique gauche sociale - droite gestionnaire : gauche, centre et droite cessent de s'inscrire dans une linéarité axiale à deux extrémités et connaissant des demi-couleurs entre des couleurs plus prononcées. Les extrêmes viennent à se voir comme trois pôles d'attraction qui aspirent la matière politique dans un sens radical propre à chacun d'eux, ce qui est l'objet de dénonciations mutuelles, et en particulier par l'extrême centre.[réf. nécessaire]

## Débuts et développement

### Origines
La rupture avec la monarchie, les différentes étapes politiques qui se sont succédé pendant la Révolution, notamment le Gouvernement révolutionnaire robespierriste, puis les brusques changements survenus avec Thermidor puis entre Napoléon Ier et Louis XVIII conduisent la classe politique à se redéfinir en permanence. Le phénomène est si massif qu'en 1815 sont délivrés par ironie des diplômes de l'« Ordre de la girouette ».
Le « caméléon politique » aspire alors à devenir un technicien, un technocrate de la politique qui fera fonctionner les institutions au-delà des clivages. Devenu non-partisan, il perd son image de traître opportuniste en se drapant dans les principes du bon sens, de la modération, de la maîtrise de soi et de la défense de l'intérêt général. Il identifie du même coup tous ses adversaires comme extrémistes.

### Coup d'essai
Napoléon Bonaparte, lors du coup d'État du 18 Brumaire, définit cette philosophie politique sommaire : « Ni talon rouge, ni bonnet rouge, je suis national ». C'est l'idéal d'une vie politique française débarrassée du conflit droite-gauche, envisagée en fait depuis Thermidor et mise en œuvre sous le Directoire.
Le 18 brumaire an VIII est ainsi le résultat d'une stratégie de long terme des représentants de l'extrême centre, commencée dès le coup d'État préalable du 18 fructidor an V, visant à imposer le recours à un homme providentiel qui symbolisera la réconciliation des élites, au détriment de la continuation du projet démocratique de la Révolution.
L'extrême centre est le projet de partisans d'un renforcement de l'exécutif. Il est agrémenté d'une poétique du centre valorisant des pratiques de sociabilité mondaine préparant l'opinion au recours à l'homme providentiel et au personnel politique qui l'entoure, mû par le bon sens et la volonté de sortir de la crise. Cette politique nécessitera de dépassionner le débat et d'éloigner les gens qui ne font que défendre des principes. Le Ministère de la Police devra contrôler les radicaux. Le régime proposé par le courant de l'extrême centre conduit à s'éloigner de l'idéal révolutionnaire et à défendre les intérêts des notables par l'intermédiaire d'un État autoritaire. Ce qui donne son sens à la formulation extrême centre. Cette dépolitisation apparaît sous la forme de ralliements opportunistes et finit par être dénoncée par Madame de Staël, bientôt chassée de Paris.

### Institutionnalisation
Durant les premières années de la Restauration, les ultraroyalistes réclament sans concession le retour à la structure de l'Ancien Régime abandonnée lors de la Révolution. Seule une politique de modération pouvait remédier à cette impasse, un tel retour en arrière s'avérant impossible.
La politique d'extrême centre consiste alors à créer de toutes pièces une culture politique propre et à y greffer les institutions adaptées à cette pseudo-idéologie. Il s'agit de s'opposer au caractère dominant des idéologies de droite et de gauche, celles de la Révolution et de la Contre-révolution. Ce processus est strictement étatique. Cette opération permet d'inventer le vocabulaire permettant d'opposer l'extrémisme à la modération. La Charte constitutionnelle tente de concilier les acquis de la Révolution avec les héritages pré-révolutionnaires, soulignant la nécessité de mettre en place un débat politique serein. Elle instaure aussi une politique de l'oubli, s'interdisant d'enquêter sur le passé des fonctionnaires. Le roi Louis XVIII lui-même présente un visage de modération et de paix civile, en faisant passer en arrière-plan l'image d'une royauté fondée sur les droits dynastiques et la religion et en s'identifiant davantage à Henri IV qu'à Louis XIV.

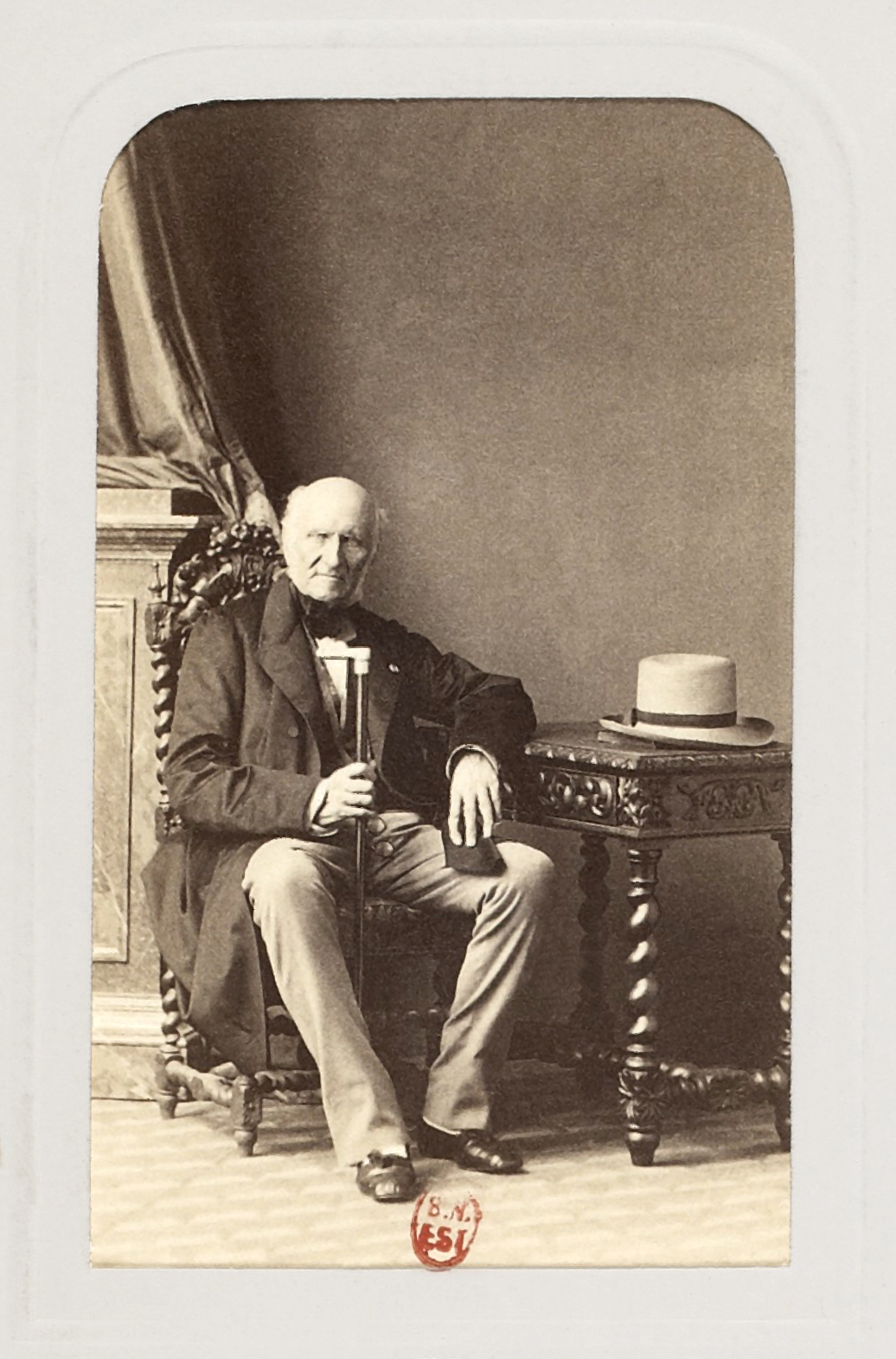
Élie Decazes, Premier ministre de Louis XVIII, partisan du juste-milieu (photo prise en 1859).

Sur le plan du pouvoir exécutif, le Premier Empire avait déjà réuni des royalistes et d'anciens Jacobins dans la conduite des affaires publiques, par exemple au sein du Conseil d'État. Cette approche non idéologique permit une transition du pouvoir relativement apaisée. La modération du régime de la Restauration apparaît comme le prolongement d'une politique napoléonienne de ralliement : « treize des vingt-cinq conseillers d’État de l’époque de la Première Restauration avaient servi sous l’Empire. Dix parmi les dix-huit vice-présidents des différentes commissions du Conseil d’État de la Seconde Restauration et vingt-deux parmi les soixante-et-onze conseillers d’État en service ordinaire avaient fait partie du Conseil napoléonien ».
La caractéristique et la faiblesse de l'extrême centre est de ne pas reposer sur une pensée théorique bien définie ni sur une tradition intellectuelle, mais sur un modèle institutionnel : « L’idéologie sous-jacente de la modération doit être déduite des principes de base du régime… : la Constitution, la représentation de la monarchie, la politique de l’oubli et la primauté du pouvoir exécutif ».
La puissance du pouvoir exécutif, à la tête d'une bureaucratie centralisée et d'une technocratie neutre, devait remplacer la lutte entre « les deux France ».

### Stigmatisation
Ces modérés affichent leur répulsion pour la Révolution, qui leur a pourtant permis de s'affirmer, et leur préférence pour un État fort, dont la nature autoritaire est encadrée par la loi. C'est ainsi que Étienne-Denis Pasquier, ministre de l'Intérieur, définit sa mission au sein de l'État en 1815 : « Il avait pour mission de rétablir l’autorité royale en France, de la faire triompher des préventions qui s’étaient élevées contre elle, de faire entendre à tous les paroles de paix et de réconciliation. Obligés de souscrire à des mesures de sévérité que commandaient les circonstances, plus encore les passions dont il était environné, il s’appliqua à les renfermer dans les bornes nécessitées ».
Concrètement, la politique de modération ne s'oppose pas fermement à l'épuration qui suit les Cent-Jours, décidée au niveau des départements et qui touche approximativement un tiers des fonctionnaires.

### Langage et propagande
Les modérés de l'État d'extrême centre parlent d'union, de compromis pour la défense de l'intérêt national. Loin d'être partisans, ils disent défendre l'intérêt général, œuvrant pour la stabilité de la société et de l'État. Il s'agit de réprimer les passions parfois déchaînées (écrits de Pasquier). Le contrôle de soi est considéré comme une caractéristique des classes supérieures. L'opposition entre la raison et le fanatisme justifie ainsi que les classes supérieures doivent contrôler exclusivement la puissance politique.
Ce discours met dans le même sac les révolutionnaires et les ultraroyalistes. Cette posture de l'État conduit ses adversaires à se défendre de tout extrémisme. Le qualificatif ultraroyalistes est ainsi rejeté par les intéressés, préférant s'intituler, sans succès, les vrais royalistes.

## Évolution

### Fin de la politique initiale
L'assassinat du duc de Berry en 1820 donne l'occasion aux ultraroyalistes de prendre le pouvoir, et met fin à cette expérience politique. Le tournant réactionnaire conduit le régime à sa délégitimation, ne laissant à la postérité que le seul visage revanchard de la Restauration.

### Résurgences
Après les diverses phases qui ont donné lieu aux rétablissements successifs de l'extrême centre lors de la période révolutionnaire et post-révolutionnaire, le concept prend une dimension plus large en s'appliquant à plusieurs époques historiques en France, « en 1793, en 1799, en 1814, en 1815, en 1851, en 1886, en 1940, en 1958 » puis en particulier à celle qui suit l'élection présidentielle de 2017 avec l’élection d’Emmanuel Macron, suivie de la prise de contrôle parlementaire par ses députés à l'Assemblée Nationale.

#### Généralisation
On peut tirer de ces résurgences une généralisation du concept qui est marqué par ses conditions d'apparition, ses étapes d'établissement, et ses débouchés politiques.

##### Conditions d'apparition
Au titre des conditions d'apparition, on peut noter que ce mode politique apparaît pour pousser à une sortie de crise sociale et politique grave dont le jeu politique habituel de la démocratie représentative entre exécutif et parlements polarisés par la droite et la gauche ne sait pas trouver la direction, malgré le recours ultime à des gouvernements de « techniciens » annonçant ceux de l’extrême centre.

##### Étapes d'établissement
Les étapes d'établissement passent d'abord par le rassemblement autour d'une figure charismatique marquante, jeune si possible pour imposer ses différences avec les vieilles pratiques politiques, qui va réunir des acteurs politiques, institutionnels, et économiques majeurs venus d'horizons différents («  girouettisme ») et mus par la nécessité de préserver une situation qui risque de leur échapper, dans un programme «  responsable » de rétablissement économique « rationnel » — pour contrer le pôle de gauche — et de libéralisme sociétal « raisonnable » — pour contrer le pôle de droite — en promouvant la modération dans les propos et dans les projets à l'écart des « idéologies ». Le tout est soutenu par un discours de rebond conquérant et d'orientation novatrice comme pour arracher la nation à un immobilisme attribué aux conflits étroitement partisans.
Ensuite la mise en œuvre d'une politique dirigiste va utiliser, au nom de la neutralité pragmatique, les composantes d'abord électorales puis autoritaires des institutions, et faire en retour évoluer celles-ci dans le sens d'un renforcement autocratique exercé aux dépens du parlementarisme législatif et appuyé sur l'évidence technique des solutions économiques. Du centrisme à la centralisation exécutive sous une centralité arbitrale de la loi.
L'exécutif est la pièce centrale, l'enjeu de la domination républicaine. Il est promu ici comme le pilote éclairé des orientations prises au nom du peuple au-delà de son avis mais dans son intérêt puisqu'il s'agit d'apaiser les conflits partisans obstructionnistes. L'exécutif n'apparaît plus comme l'animateur de la vie démocratique contradictoire et l'agent organisateur des décisions qui en ressortent. Ne rattachent donc plus les gouvernés à la citoyenneté, une fois la représentativité marginalisée et l'opinion tenue en respect par la puissance de feu des réformes, que la communication verticale et institutionnelle invasive, le référendum directif et le plébiscite médiatique. Et l'attente incertaine des échéances électorales. Ou la manifestation.

#### Approfondissement du concept
[réf. souhaitée]
Il reste à voir si l'extrême centre peut être compris comme la radicalisation en temps de crise d'un fonctionnement habituel des démocraties représentatives, puisque celles-ci s'appuient ordinairement sur une bascule entre alliances pré-électorales gravitant autour du centre, alliance de centre-droit ou alliance de centre-gauche, dans les pays à institutions électorales majoritaires, ou bien s'appuient sur des compromis gouvernementaux post-électoraux multipolaires dans les pays à institutions électorales proportionnelles. L'extrême centre serait ainsi un mécanisme d'auto-défense de sociétés dont les couches élitistes et intermédiaires, qui voient l'État comme un organe, craignent soit l'impossibilité de la stabilisation — qui leur serait bénéfique  — d'une situation sociale interne devenue chaotique, soit les effets d'un bouleversement de leur stabilité sociale et politique acquise — sous l'impact externe de changements d'environnement économique, démographique, climatique ou inter-étatique. 
Tout ceci dans le cadre d'une dissociation de fait renouvelée entre les puissances économiques mondialisées et les puissances politiques restées nationales (bien qu'à des degrés divers enchevêtrées aux confluents d'économies-mondes qui s'interpénètrent), et donc d'une disjonction renforcée entre possédants et politiques : les politiques sont moins que jamais les marionnettes des possédants, mais ils doivent consacrer toute leur énergie, et y consumer toute leur indépendance, à épuiser les forces nationales pour rejoindre les orientations impulsées par ces derniers à leur échelle globale. C'est ainsi que peut s'expliquer le mode éminemment institutionnel et autoritairement assumé du projet socio-politique porté aujourd'hui par l'extrême centre.
Reste aussi à examiner comment ce concept d'extrême centre pourrait s'étendre et s'appliquer en dehors du cas spécifique de la France à l'analyse des trajectoires d'autres pays qui s'orientent, chacun sur sa voie propre, vers ce qui apparaît sommairement comme un type de démocratie dite illibérale, à l'exemple en 2019 de la Russie, de la Turquie, de la Hongrie, de la Pologne, des Philippines, du Brésil, de l'Inde, ou même de l'Italie, des États-Unis ou de la Grande-Bretagne de l'après-Brexit. Sans parler de la Chine qui n'a pas connu de phase démocratique parlementaire classique, mais une succession similaire d'affrontements internes aux institutions. Ce serait, au niveau du concept donc dans une explication a posteriori, un étrange retour de ce qui fut au XIXe siècle la modernité révolutionnaire de la France.